# Teodósio Clemente de Gouveia
Teodósio Clemente de Gouveia GCC • GCIH (São Jorge, Santana, Ilha da Madeira, 13 de maio de 1889 — Lourenço Marques, 6 de fevereiro de 1962) foi arcebispo de Lourenço Marques (desde 1941), tendo antes exercido as funções de bispo de Leuce e Prelado de Moçambique (1936).
Foi feito cardeal pelo Papa Pio XII no consistório de 18 de fevereiro de 1946.

## Biografia
Era filho dos agricultores Francisco Clemente de Gouveia e sua mulher Ana Augusta Jardim. Foi batizado em 25 de maio de 1889, na igreja paroquial de São Jorge, pelo Vigário José Calisto de Andrade e seus padrinhos foram Francisco Teodósio de Gouveia e Maria Rosa Jardim. Estudou no Seminário "Nossa Senhora da Encarnação", em Funchal, a partir de 4 de outubro de 1905. O seminário foi confiscado em outubro de 1910 pela revolução e padres claretianos, diretores do seminário, levaram os alunos para a casa de estudos da congregação em Paris (1912-1913). Mais tarde, por causa da invasão alemã, foi para o Seminário lazarista, Dax, França, (1914-1915), onde estudou filosofia e teologia. Entrou para a ordem em 1911. Estudou também no Seminário de Saint Sulpice, Paris, no Instituto Católico de Paris (filosofia). Deixou a ordem em 1915 e chegou em Roma, em 7 de janeiro de 1916. Estudou na Pontifícia Universidade Gregoriana de 1916 a 1919, fazendo o doutorado em teologia e direito canônico. Residia no Pontifício Colégio Português, em Roma, na Escola de Estudos Sociais de Bergamo, 1920-1921 (licenciatura em ciências sociais), na Universidade de Louvain, Louvain, 1921-1922 (licenciatura em ciências sociais). Retornou para a Ilha da Madeira em 1922. Recebeu as duas últimas ordens menores, exorcista e acólito, em 12 de maio de 1918; o subdiaconato em 1 de novembro de 1918, e o diaconato em 21 de dezembro de 1918, na igreja de Sant'Andrea della Valle, em Roma.

## Vida religiosa
Foi ordenado no Sábado Santo 19 de abril de 1919, na basílica de São João de Latrão, pelo Cardeal Basilio Pompilj, vigário de Roma e arcipreste da basílica patriarcal de Latrão. Celebrou sua primeira missa no Domingo de Páscoa 20 de abril de 1919, na Basílica de São Pedro. Secretário da câmara eclesiástica da diocese do Funchal e membro do corpo docente de seu seminário, diretor do Boletim Diocesano da Madeira, 1922-1929. Vice-reitor do Pontifício Colégio Português, em Roma, de março de 1929 a 1934 e reitor, de março de 1934 a 1936. Reitor da Igreja de Santo António dos Portugueses, em Roma, de 1931 a 1936. Camareiro Privado de Sua Santidade, em 26 de novembro de 1931 e prelado doméstico de Sua Santidade em 23 de abril de 1934.
Eleito bispo-titular de Leuce e nomeado prelado nullius de Moçambique em 18 de Maio de 1936. Foi consagrado em 9 de Julho de 1936, na Igreja de Santo António dos Portugueses pelo Cardeal Raffaele Carlo Rossi, O.C.D., secretário de Sagrada Congregação Consistorial, auxiliado por Ernesto Sena de Oliveira, arcebispo-titular de Mitilene, arcebispo-auxiliar de Lisboa, presidente do Conselho Central da Ação Católica Portuguesa, e por Ildebrando Antoniutti, arcebispo titular de Sinnada de Frigia, delegado apostólico na Albânia. Foi condecorado com a Grã-Cruz da Ordem Militar de Cristo a 8 de Dezembro de 1939. Promovido à arquidiocese recentemente erigida de Lourenço Marques (actual Maputo), Moçambique, em 18 de janeiro de 1941.
Criado cardeal-presbítero no consistório de 18 de fevereiro de 1946 pelo Papa Pio XII, recebendo o barrete cardinalício e o título de São Pedro Acorrentado em 22 de fevereiro. Participou no conclave de 1958, que elegeu o Papa João XXIII. Condecorado com a Grã-Cruz da Ordem do Infante Dom Henrique, a 11 de setembro de 1961. Ele foi o primeiro cardeal oriundo da Igreja de Moçambique.
Faleceu em 6 de fevereiro de 1962, às 15h45, vítima da leucemia, em palácio arquiepiscopal São Vicente, em Lourenço Marques. Ele foi velado no palácio até o dia seguinte, às 05h, quando o corpo foi transferido para a catedral metropolitana de "Nossa Senhora da Conceição", o funeral ocorreu no dia 8 de fevereiro às 10 horas, na catedral onde foi sepultado, atrás do altar principal, em um túmulo simples marcado apenas com as armas, de acordo com sua vontade.

## Conclaves
- Conclave de 1958 - participou da eleição do Papa João XXIII